# Saint-Clet
 Saint-Clet  (en bretón Sant-Kleve) es una población y comuna francesa, situada en la región de Bretaña, departamento de Côtes-d'Armor, en el distrito de Guingamp y cantón de Pontrieux.

## Demografía
| 956 | 885 | 861 | 847 | 744 | 785 |
| Para los censos de 1962 a 1999 la población legal corresponde a la población sin duplicidades (Fuente: INSEE [Consultar]) |     |     |     |     |     |